# Bella Donna (album)
Pour les articles homonymes, voir Belladonna.
Albums de Stevie Nicks
The Wild Heart
(1983)
Singles
1. Stop Draggin' My Heart Around
Sortie : 8 juillet 1981
2. Leather and Lace
Sortie : 6 octobre 1981
3. Edge of Seventeen
Sortie : 15 fevrier 1982
4. After the Glitter Fades
Sortie : 30 avril 1982

Bella Donna est le premier album solo de la chanteuse/compositrice américaine et membre de Fleetwood Mac, Stevie Nicks. Il est sorti le 27 juillet 1981 sur le label Modern Records et a été produit par Jimmy Iovine avec Tom Petty pour la chanson "Stop Draggin' My Heart Around" .

## Historique
Stevie Nicks commence à travailler sur Bella Donna en 1979, entre les sessions de l'album Tusk de Fleetwood Mac, sorti en octobre de la même année. Les enregistrements initiaux étaient sous forme de démos, la chanteuse jouant au piano ou au clavier des chansons originellement prévues pour cet album mais qui seront finalement été laissées de côté, comme Lady From the Mountains, Castaway, Gypsy (qui rennaîtra avec l'album Mirage en 1982), et I Sing for the Things (ré-enregistrée en 1985 pour son album solo Rock a Little). D'autres démos sont enregistrées durant la tournée promotionnelle de Tusk en 1979-80. Après la fin de la tournée, elle commence à travailler avec un groupe entier de musiciens. Parmi les premières chansons enregistrées à l'automne 1980 on compte Blue Lamp, Outside the Rain et How Still My Love.
Beaucoup d'autres sessions sont organisées, dont nombre de ré-enregistrements, jusqu'au printemps 1981. À ce moment, les dernières chansons de l'album, Edge of Seventeen et Stop Draggin' My Heart Around, sont enregistrées. Cependant, un nombre important de chansons enregistrées durant les sessions avec les mêmes musiciens n'apparaîtront pas sur l'album final en juillet 1981 : Blue Lamp, Gold and Braid et Sleeping Angel. Les trois chansons seront néanmoins incluses en 1998 dans le coffret Enchanted, et Blue Lamp figure sur la bande originale du film Métal hurlant sorti en 1981. The Dealer (aka Mistress of My Fate), et Julia ne sortiront cependant jamais sous forme officielle.
Bella Donna marque le début de la pratique chère à la chanteuse de faire appel à ses nombreux amis dans l'industrie musicale pour compléter ses démos. En plus de ses amis Tom Petty et Don Henley, elle invite les célèbres musiciens Waddy Wachtel, Roy Bittan du E Street Band de Bruce Springsteen et Donald Dunn de Booker T. and the M.G.'s. Bien que le personnel de Bella Donna regroupe plus de vingt musiciens, l'album est bien l'œuvre personnelle de Stevie Nicks, celle-ci ayant écrit et composé neuf des dix chansons de l'album.
Cet album verra l'apparition des deux choristes, Sharon Celani et Lori Perry, qui resteront fidèles à Stevie Nicks de nos jours encore.
Stevie Nicks enregistre également plusieurs autres titres en solo sur le piano, comme China Doll, Christian (Spinning Wheels) et Stay Away. Elle essaiera par la suite d'inclure les chansons oubliées de Bella Donna dans ses albums suivants mais une grande partie d'entre elles ne sont toujours pas sorties officiellement à ce jour. Cependant, elles ont récemment fait surface sur internet, principalement sur YouTube.
Une courte tournée dans le sud-ouest des États-Unis suivra la sortie de l'album, Stevie Nicks devant rejoindre Fleetwood Mac en France pour l'enregistrement de l'album Mirage.

## Réception
L'album atteint la première place du Billboard 200 moins de deux mois après sa commercialisation avec des chiffres de ventes de 297 000 exemplaires en une semaine et restera dans le classement jusqu'en juin 1984. Il sera certifié disque de platine par la RIAA le 7 octobre 1981, moins de trois mois après sa sortie. Il a depuis été certifié quadruple disque de platine, avec des ventes à plus de quatre millions d'exemplaires aux États-Unis et huit millions dans le monde.
L'album produit quatre tubes qui se classeront tous dans Hot 100 américain: Le duo avec Tom Petty, "Stop Draggin' My Heart Around" (#3), celui  avec Don Henley (du groupe The Eagles) "Leather and Lace" (#6), le mythique "Edge of Seventeen" (#11) et la ballade country "After the Glitter Fades" (#32).

## Liste des titres
- Tous les titres sont signés par Stevie Nicks, sauf indications.

### Album original
Face 1
| No | Titre                         | Auteur                   | Durée |
| -- | ----------------------------- | ------------------------ | ----- |
| 1. | Bella Donna                   |                          | 5:18  |
| 2. | Kind of Woman                 | Nicks, Benmont Tench     | 3:08  |
| 3. | Stop Draggin' My Heart Around | Tom Petty, Mike Campbell | 4:02  |
| 4. | Think About It                | Nicks, Roy Bittan        | 3:33  |
| 5. | After the Glitter Fades       |                          | 3:27  |

Face 2
| No  | Titre             | Auteur | Durée |
| --- | ----------------- | ------ | ----- |
| 6.  | Edge of Seventeen |        | 5:28  |
| 7.  | How Still My Love |        | 3:51  |
| 8.  | leather and Lace  |        | 3:55  |
| 9.  | Outside the Rain  |        | 4:17  |
| 10. | The Highwayman    |        | 4:49  |

### Deluxe Edition 2016
Cd 1
- Idem à la version originale

Cd 2 - Bonus Tracks
| No  | Titre                                                      | Auteur               | Durée |
| --- | ---------------------------------------------------------- | -------------------- | ----- |
| 1.  | Edge of Seventeen (Early Take)                             |                      | 6:40  |
| 2.  | Think About It (Alternate Version)                         | Nicks, Bittan        | 4:47  |
| 3.  | How Still My Love (Alternate Version)                      |                      | 4:52  |
| 4.  | Leather and Lace (Alternate Version)                       |                      | 4:18  |
| 5.  | Bella Donna (Demo)                                         |                      | 3:32  |
| 6.  | Gold and Praid (Unreleased Version)                        | Nicks, Tom Moncrieff | 4:15  |
| 7.  | Sleeping Angel (Alternate Version)                         |                      | 4:44  |
| 8.  | If You Were My Love (Unreleased Version)                   |                      | 4:55  |
| 9.  | The Dealer (Unreleased Version)                            |                      | 4:19  |
| 10. | Blue Lamp (B.O. du film Heavy Metal, (1981))               |                      | 3:50  |
| 11. | Sleeping Angel (B.O. du film Fast Times at Ridgemont High) |                      | 4:40  |

Cd 3 - Live at Fox Wildshire Theatre, 13 décembre 1981
| No  | Titre                                                                            | Auteur           | Durée |
| --- | -------------------------------------------------------------------------------- | ---------------- | ----- |
| 1.  | Gold Dust Woman (Reprise de Fleetwood Mac)                                       |                  | 6:40  |
| 2.  | Gold and Praid                                                                   | Nicks, Moncrieff | 5:12  |
| 3.  | I Need To Know (Reprise de Tom Petty and the Heartbreakers)                      | Tom Petty        | 2:20  |
| 4.  | Outside the Rain                                                                 |                  | 3:59  |
| 5.  | Dreams (Reprise de Fleetwood Mac)                                                |                  | 5:10  |
| 6.  | Angel (Reprise de Fleetwood Mac)                                                 |                  | 4:46  |
| 7.  | After the Glitter Fades                                                          |                  | 4:05  |
| 8.  | Leather and Lace                                                                 |                  | 4:23  |
| 9.  | Don't Stop Draggin' My Heart Around (Reprise de Tom Petty and the Heartbreakers) | Petty, Campbell  | 4:42  |
| 10. | Bella Donna                                                                      |                  | 5:56  |
| 11. | Sara (Reprise de Fleetwood Mac)                                                  |                  | 7:50  |
| 12. | How Still My Love                                                                |                  | 5:12  |
| 13. | Edge of Seventeen                                                                |                  | 9:06  |
| 14. | Rhiannon (Reprise de Fleetwood Mac)                                              |                  | 8:44  |

## Musiciens
- Stevie Nicks: chant, piano bastringue (titre 9).
- Sharon Celani: chœurs.
- Lori Perry: chœurs.
  - Avec
- Waddy Wachtel: guitares (titres 1, 2, 4, 5, 6, 7 & 8).
- Davey Johnstone: guitare acoustique (titres 1, 2, 4, 5, 7 & 10).
- Tom Petty: guitare (titre 3 & 9), chant sur Stop Draggin' My Heart Around.
- Mike Campbell: guitare (titres 3 & 9).
- Don Felder : guitare sur The Highwayman.
- Dan Dugmore: pedal steel sur After the Glitter Fades.
- Bob Glaub: basse (titres 1, 2, 4, 5, 6 & 7).
- Duck Dunn: basse sur Stop Draggin' My Heart Around.
- Tom Moncrieff: basse sur Outside the Rain.
- Richard Bowden: basse sur The Highwayman.
- Roy Bittan: piano (titres 2, 5, 6, 7 & 8).
- Bill Elliott: piano sur Bella Donna.
- Billy Payne: piano sur Think About It.
- Benmont Tench: orgue (titres 1, 2, 3, 4, 5, 7, 9 & 10).
- David Adelstein: synthétiseur sur Bella Donna.
- Russ Kunkel: batterie, percussions (titres 1, 2, 4, 5, 6, 7 & 8).
- Stan Lynch: batterie, percussions (titres 3 & 9).
- Phil Jones: percussions (titres 3 & 9).
- Bobbye Hall: percussions (titres 1, 2, 4, 5, 6 & 7).
- Don Henley: chant sur Leather and Lace, batterie & chœurs sur The Highwayman.

## Singles
Charts
| Année | Single                          | Chart                  | Durée du classement | Position |
| ----- | ------------------------------- | ---------------------- | ------------------- | -------- |
| 1981  | "Stop Draggin' My Heart Around" | Hot 100                | 21 semaines         | 3e       |
| 1981  | "Stop Draggin' My Heart Around" | Mainstream Rock Tracks | 34 semaines         | 4e       |
| 1981  | "Stop Draggin' My Heart Around" | RPM Top Singles        | 12 semaines         | 5e       |
| 1981  | "Stop Draggin' My Heart Around" | RMNZ Singles Top40     | 11 semaines         | 11e      |
| 1981  | "Stop Draggin' My Heart Around" | Mega Top 50            | 3 semaines          | 43e      |
| 1981  | "Stop Draggin' My Heart Around" | UK Singles Chart       | 4 semaines          | 50e      |
| 1981  | "Leather and Lace"              | Hot 100                | 19 semaines         | 6e       |
| 1981  | "Leather and Lace"              | Mainstream Rock Tracks | 12 semaines         | 26e      |
| 1981  | "Leather and Lace"              | RPM Top Singles        | 13 semaines         | 12e      |
| 1982  | "Leather and Lace"              | RMNZ Singles Top40     | 1 semaine           | 50e      |
| 1982  | "Edge of Seventeen"             | Hot 100                | 14 semaines         | 11e      |
| 1982  | "Edge of Seventeen"             | Mainstream Rock Tracks | 34 semaines         | 4e       |
| 1982  | "Edge of Seventeen"             | RPM Top Singles        | 9 semaines          | 12e      |
| 1982  | "After the Glitter Fades"       | Hot 100                | 11 semaines         | 32e      |
| 1982  | "After the Glitter Fades"       | Hot Country Songs      | 5 semaines          | 70e      |

## Charts et certifications
| Pays             | Durée du classement | Meilleur classement |
| ---------------- | ------------------- | ------------------- |
| Canada           | 29 semaines         | 2e                  |
| États-Unis       | 143 semaines        | 1er                 |
| Nouvelle-Zélande | 29 semaines         | 7e                  |
| Pays-Bas         | 9 semaines          | 20e                 |
| Royaume-Uni      | 16 semaines         | 11e                 |
| Suède            | 6 semaines          | 14e                 |

| Pays             | Certification | Ventes      | Date       |
| ---------------- | ------------- | ----------- | ---------- |
| Canada           | 2 × Platine   | 200 000 +   | 01/05/1982 |
| États-Unis       | 4 × Platine   | 4 000 000 + | 23/01/1990 |
| Nouvelle-Zélande | Or            | 7 500 +     | 14/02/1982 |